# Hawaii uralkodóinak listája

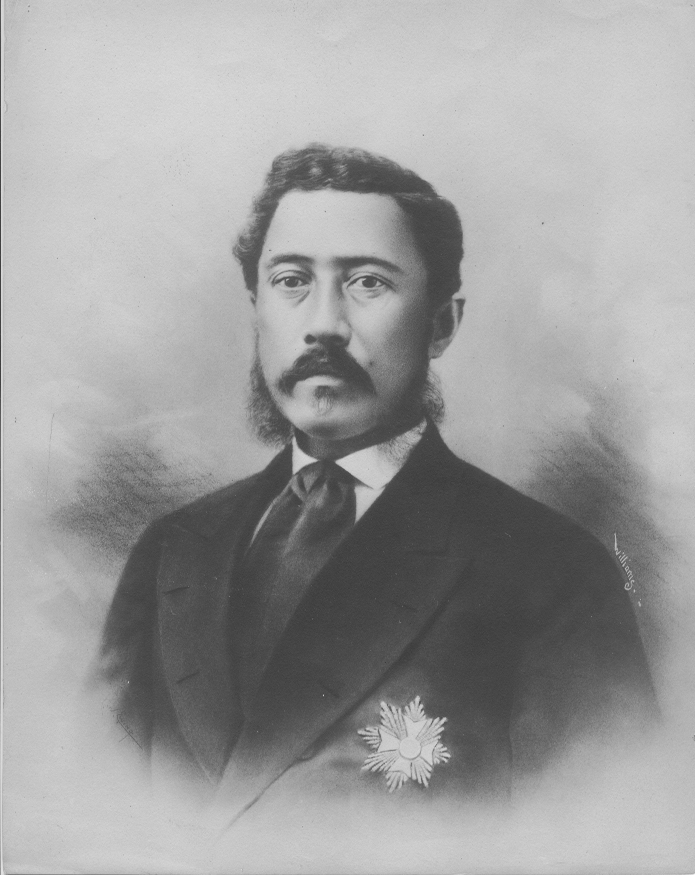
William C. Lunalilo Hawaii királya 1873-tól 1874-ig

| Uralkodó                               | Uralkodott                           | Megjegyzés             |
| -------------------------------------- | ------------------------------------ | ---------------------- |
| I. Kamehameha (*1758 februárja)        | kir.: 1795, †1819. május 8.          |                        |
| II. Kamehameha (*1797)                 | kir.: 1819, †1824. július 14.        | I. Kamehameha fia.     |
| III. Kamehameha (*1813. augusztus 11.) | kir.: 1824, †1854. december 15.      | I. Kamehameha fia.     |
| IV. Kamehameha (*1834. február 9.)     | kir.: 1854, †1863. november 30.      | I. Kamehameha unokája. |
| V. Kamehameha (*1830. december 11.)    | kir.: 1863, †1872. december 11.      | IV. Kamehameha bátyja. |
| Lunalilo (*1835. január 31.)           | kir.: 1873, †1874. február 3.        |                        |
| I. Kalākaua (*1836. november 16.)      | kir.: 1874, †1891. január 20.        |                        |
| Liliuokalani (*1838. szeptember 2.)    | kir.: 1891–1893, †1917. november 11. | Kalakaua húga.         |